# Flavignerot

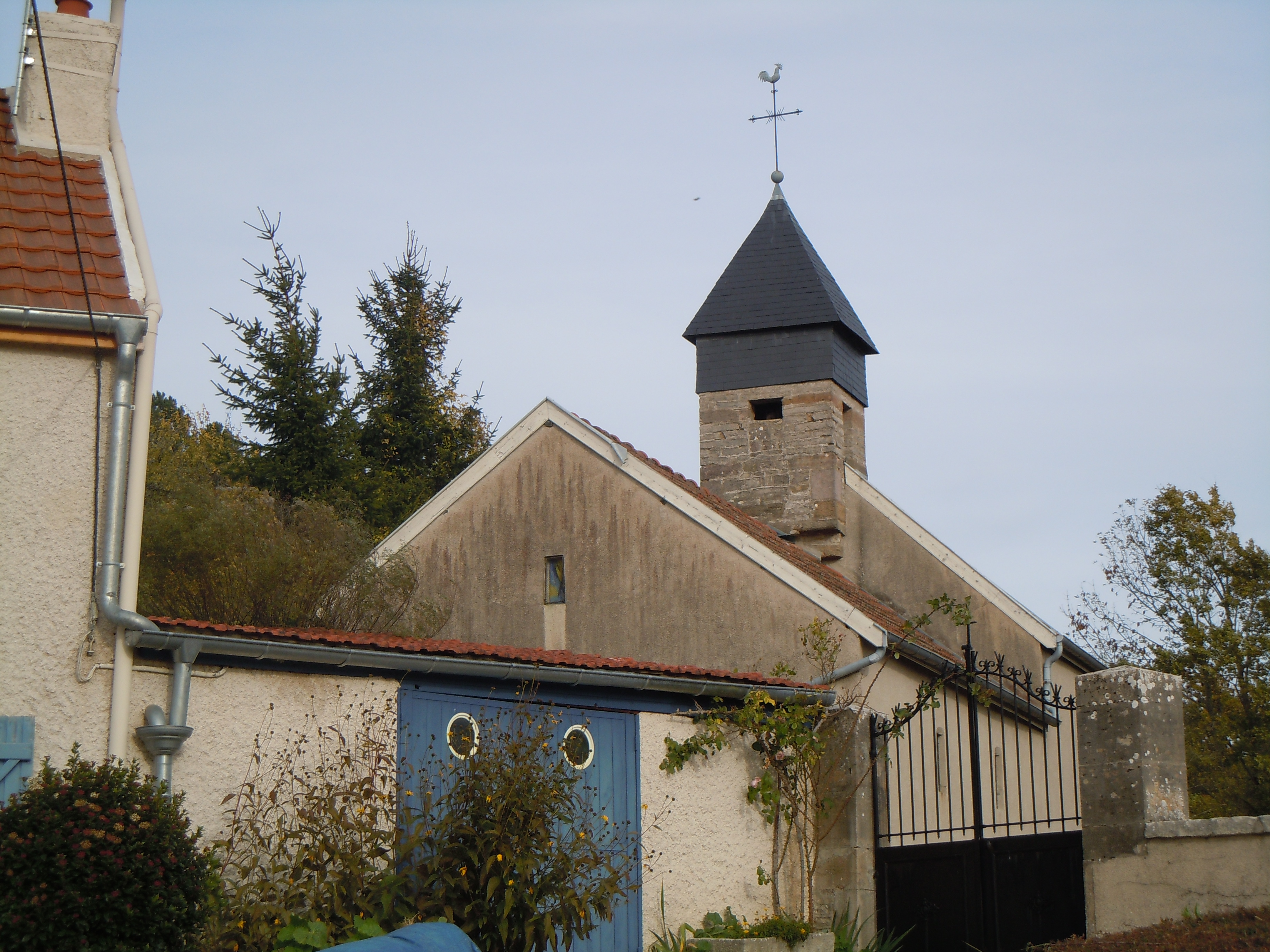
Kerk van St Jean-Baptiste

Flavignerot is een gemeente in het Franse departement Côte-d'Or (regio Bourgogne-Franche-Comté) en telt 153 inwoners (1999). De plaats maakt deel uit van het arrondissement Dijon.

## Geografie
De oppervlakte van Flavignerot bedraagt 6,3 km², de bevolkingsdichtheid is 24,3 inwoners per km².
De onderstaande kaart toont de ligging van Flavignerot met de belangrijkste infrastructuur en aangrenzende gemeenten.

## Demografie
Onderstaande figuur toont het verloop van het inwonertal (bron: INSEE-tellingen).